# بری مانیلو
باری مانیلو (به انگلیسی: Barry Manilow) (زاده ۱۷ ژوئن ۱۹۴۳) خواننده، ترانه نویس، موسیقیدان و مجری آمریکایی است که بیشتر شهرتش را با آهنگ‌های مندی، بی‌تو توان لبخند زدن ندارم و کوکاپاکابانا بدست آورده‌است. بازه کاری بری به بیش از پنجاه سال می‌رسد.